# Luzula mendocina
Luzula mendocina är en tågväxtart som beskrevs av Manuel Barros. Luzula mendocina ingår i Frylesläktet som ingår i familjen tågväxter. Inga underarter finns listade i Catalogue of Life.